# Борисоглебская, Анна Ивановна
Анна Ивановна Борисоглебская (Анна Ивановна Сидоренко-Свидерская; 1 (13) июля 1868, Себеж — 29 сентября 1939, Киев) — украинская советская актриса, народная артистка УССР (1936).

## Биография
По национальности считала себя белоруской—украинкой—русской. Вместе с родителями переселилась в город Изюм на Харьковщине, где и прошло её детство. Образование получила в Харькове в школе «Благотворительного общества». В 1886 году сдала экзамены при Харьковском университете на звание учительницы, в том же году стала преподавать в селе Новоселовцы Изюмского уезда.
Проявляла интерес к театру с самого детства. В 1919 году стала соорганизатором Первого государственного украинского драматического театра имени Т. Г. Шевченко (в то время в Киеве, ныне — в Днепропетровске). С 1925 года начала работать на сцене Киевского театра имени Ивана Франко. Была известна прежде всего как выдающаяся характерная актриса.

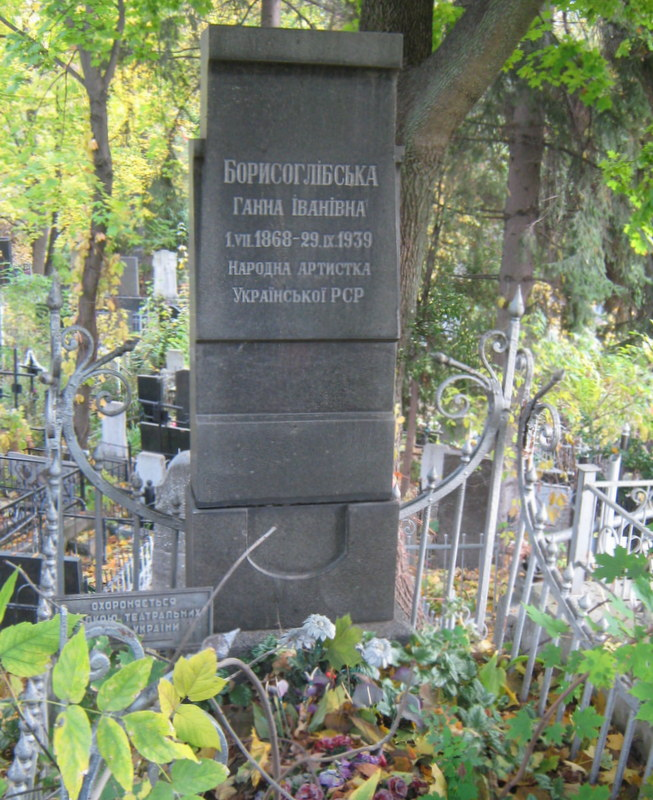
Могила Анны Борисоглебськой на Байковом кладбище

## Работы в театре
- Секлета («За двумя зайцами» М. П. Старицкого)
- Ганна («Бесталанная» Карпенко-Карого)
- Шкандыбиха («Лимеривна» Мирного)
- Хивря («Сорочинская ярмарка» Старицкого)
- Клара («Страх» Афиногенова)
- Арина («97» Кулиша)
- Мария Тарасовна, Варвара («Платон Кречет», «Богдан Хмельницкий» Корнейчука)

## Фильмография
- Терпилиха («Наталка-Полтавка», фильм-спектакль, 1911)
- «Господин Штукаревич, или Оказия, которой не было», 1912
- Старая цыганка («Запорожский клад», 1912)
- Уляна, мать Семёна («Колиивщина», 1933)
- Делегатка («Стожары», короткометражный, 1939)
- 1939 — Щорс — ткачиха